# کاکا (داغستان)
کاکا (به لاتین: Kaka) یک منطقهٔ مسکونی در روسیه است که در داغستان واقع شده‌است.